# Јаново
Јаново (буг. Яново) је насељено место у општини Сандански у области Благоевград, Бугарска. Према попису из 2021. године било је 90 становника.
Према бугарском географу и историчару, Василу Канчову, у Јанову је 1900. године живело 270 Словена хришћана.